# Raimon Obiols
Raimon Obiols este un om politic spaniol, membru al Parlamentului European în perioada 1999-2004 din partea Spaniei.
1. ↑   (PDF) https://www.parlament.cat/document/composicio/150320.pdf, accesat în 24 august 2019 Lipsește sau este vid: |title= (ajutor)
2. ↑  Deputații în Parlamentul European
3. ↑   http://www.congreso.es/portal/page/portal/Congreso/Congreso/Diputados/BusqForm?_piref73_1333155_73_1333154_1333154.next_page=/wc/fichaDiputado?idDiputado=258&idLegislatura=2, accesat în 23 noiembrie 2017 Lipsește sau este vid: |title= (ajutor)
4. ↑   http://www.congreso.es/portal/page/portal/Congreso/Congreso/Diputados/BusqForm?_piref73_1333155_73_1333154_1333154.next_page=/wc/fichaDiputado?idDiputado=160&idLegislatura=1, accesat în 23 noiembrie 2017 Lipsește sau este vid: |title= (ajutor)
5. ↑   http://www.congreso.es/portal/page/portal/Congreso/Congreso/Diputados/BusqForm?_piref73_1333155_73_1333154_1333154.next_page=/wc/fichaDiputado?idDiputado=332&idLegislatura=0, accesat în 23 noiembrie 2017 Lipsește sau este vid: |title= (ajutor)
6. ↑   (PDF) https://www.parlament.cat/document/composicio/150323.pdf, accesat în 3 aprilie 2021 Lipsește sau este vid: |title= (ajutor)